# كاي تورنر
كاي تورنر (بالإنجليزية: Kay Turner)‏ هي عاملة أمريكية في التراث الشعبي، ولدت في 1948 في ديترويت في الولايات المتحدة.